# Tadeusz Reichstein
Tadeusz Reichstein (Włocławek, 20 luglio 1897 – Basilea, 1º agosto 1996) è stato un biochimico polacco naturalizzato svizzero.
Fu insignito del premio Nobel per la Medicina nel 1950 insieme a Edward Calvin Kendall e Philip Showalter Hench per aver scoperto e isolato il cortisone. Fu professore all'Università di Basilea per più di 20 anni e fu l'ideatore del Processo Reichstein, metodo industriale per la sintesi dell'acido ascorbico.

## Biografia

### Famiglia

#### Infanzia
Tadeusz Reichstein nacque il 20 luglio 1897 a Wloclawek, una città di grande importanza nella storia medievale, sulle sponde della Vistola. L'area etnicamente e storicamente polacca faceva parte della Russia imperiale.
Il padre Isydor era tra i pochi ebrei a cui fu data la possibilità di frequentare l’Università Tecnica di Pietroburgo. Nella prima giovinezza visse in estrema povertà, ottenendo miseri guadagni con lezioni di fisica e matematica impartite ai figli di cittadini benestanti. Terminati gli studi, Isydor si trasferì a Kiev, in Ucraina, dove lavorò nell'industria dello zucchero come ingegnere chimico, e dove avviò anche una piccola impresa. Sposò Gustawa Brochman, figlia di commercianti di legno.
Tadeusz era il maggiore dei cinque figli. I genitori, di origine ebrea, mantennero per tutta la vita legami con la Polonia, come dimostra il nome dato al primogenito: un nome di origine polacca in ricordo di Tadeusz Kosciuszko, leader dell'insurrezione polacca del XVIII secolo.

Reichstein trascorse l’infanzia a Kiev. Nel 1904, dopo la nascita dell'ultimo fratello, Paul, l'appartamento si rivelò troppo piccolo per la famiglia. Così Tadeusz fu mandato a vivere temporaneamente con sua zia, sposata con un farmacista di Lublino. Nonostante la giovane età, Reinchstein si interessò molto alla farmacologia, grazie allo zio che lo incoraggiò a collaborare alla produzione di medicinali. Una volta tornato a casa, trascorse tutto il tempo libero cercando di creare argento dalla limatura di ferro: fu il suo primo vero tentativo di alchimia.

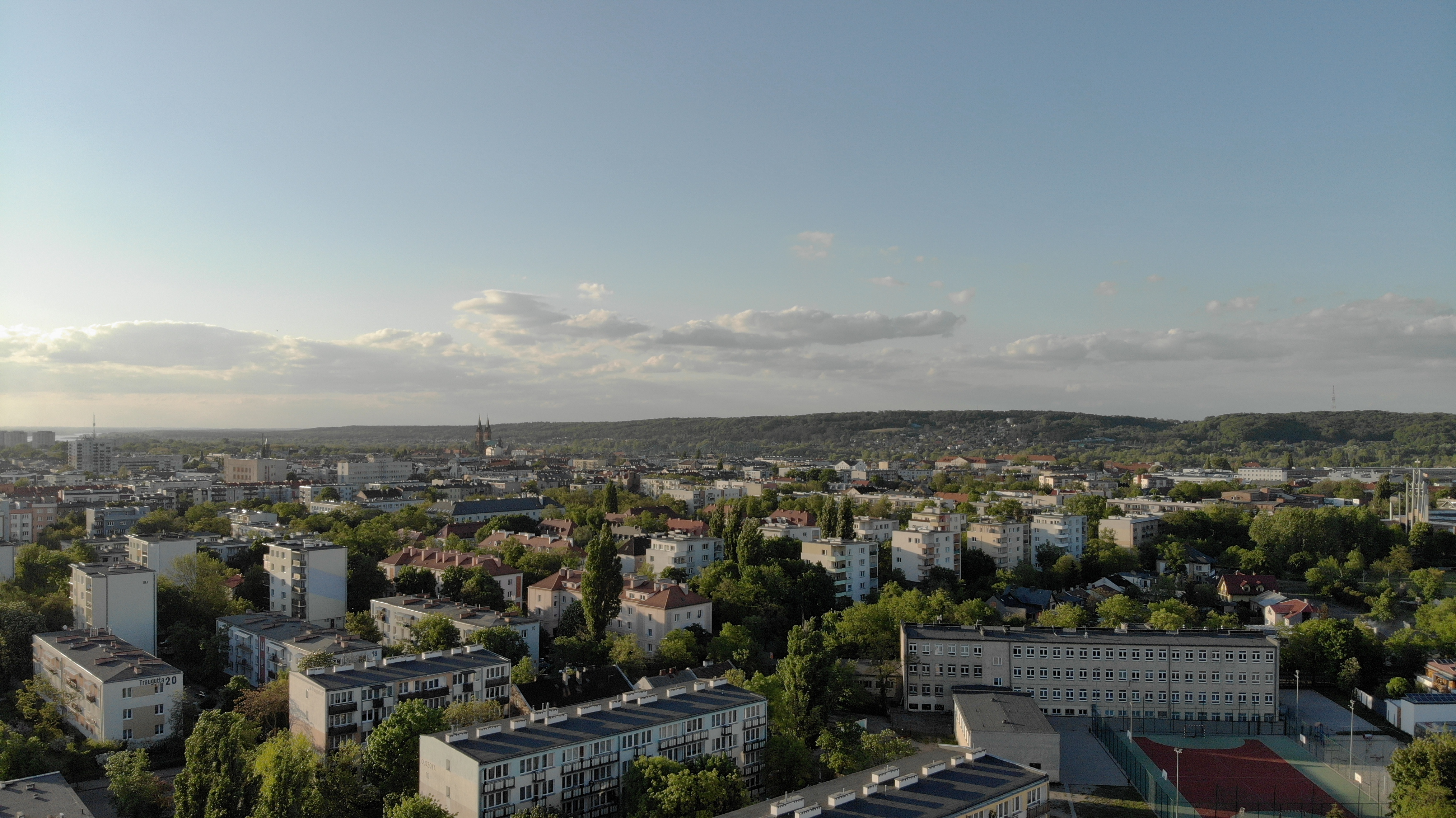
Wloclawek città natale di Tadeusz Reichstein

Nel frattempo in Russia, i tentativi di propaganda e le provocazioni culminarono nel 1905 in un famigerato pogrom. A causa delle violente esplosioni di antisemitismo, l’intera famiglia decise di lasciare la Russia ed emigrare in Svizzera, per la sicurezza dei bambini: solo il padre tornava regolarmente per gestire l'azienda di famiglia.

#### Adolescenza
Nel corso del viaggio, la famiglia fece tappa a Jena dove Tadeusz fu lasciato in un collegio. Ciò contribuì a risolvere il temporaneo sovraffollamento nel piccolo appartamento zurighese, dovuto alla presenza di numerosi parenti in fuga dai pogrom Russi. Tadeusz descrisse la sua vita in collegio come un periodo atroce: detestava l'atmosfera militare prussiana e le brutali percosse inflitte per la minima disobbedienza. Era basso e magro per la sua età; veniva quotidianamente picchiato dal suo maestro. Riteneva tuttavia di non doversi lamentare, per non disturbare i suoi genitori.
Nella primavera del 1907 Isydor poté acquistare una casa nuova e Tadeusz tornò dalla sua famiglia. Per i sette anni successivi, egli e i suoi fratelli non frequentarono la scuola locale, ma insieme ad alcuni amici ricevettero lezioni private. Da subito si mostrò incline alle attività scientifiche e in particolare alla chimica. In questo modo Tadeusz sfuggì all'effetto opprimente dei pedagoghi delle scuole svizzere convenzionali e, di conseguenza, conservò sempre un desiderio fanciullesco per la vita, decisivo per il suo futuro successo in campo scientifico. Lui e i suoi fratelli divennero cittadini svizzeri naturalizzati nel 1914 e, dopo la dichiarazione della prima guerra mondiale, Tadeusz fu chiamato al servizio militare.
Nel frattempo, la crisi finanziaria travolse l'Europa, e con essa anche la famiglia Reichsten. Isydor non poteva più tornare in Russia, perdendo così capitale e risparmi a Kiev. Allo stesso tempo, si ammalò di tifo e di morbo di Basedow, diventando permanentemente costretto a letto dall'età di sessant'anni. La moglie, per evitare il fallimento, trasformò la loro abitazione in una pensione utilizzando tutte le stanze a disposizione. Da quel momento Tadeusz e i suoi fratelli dormirono sul balcone e aiutarono la madre nelle faccende domestiche.

### Formazione

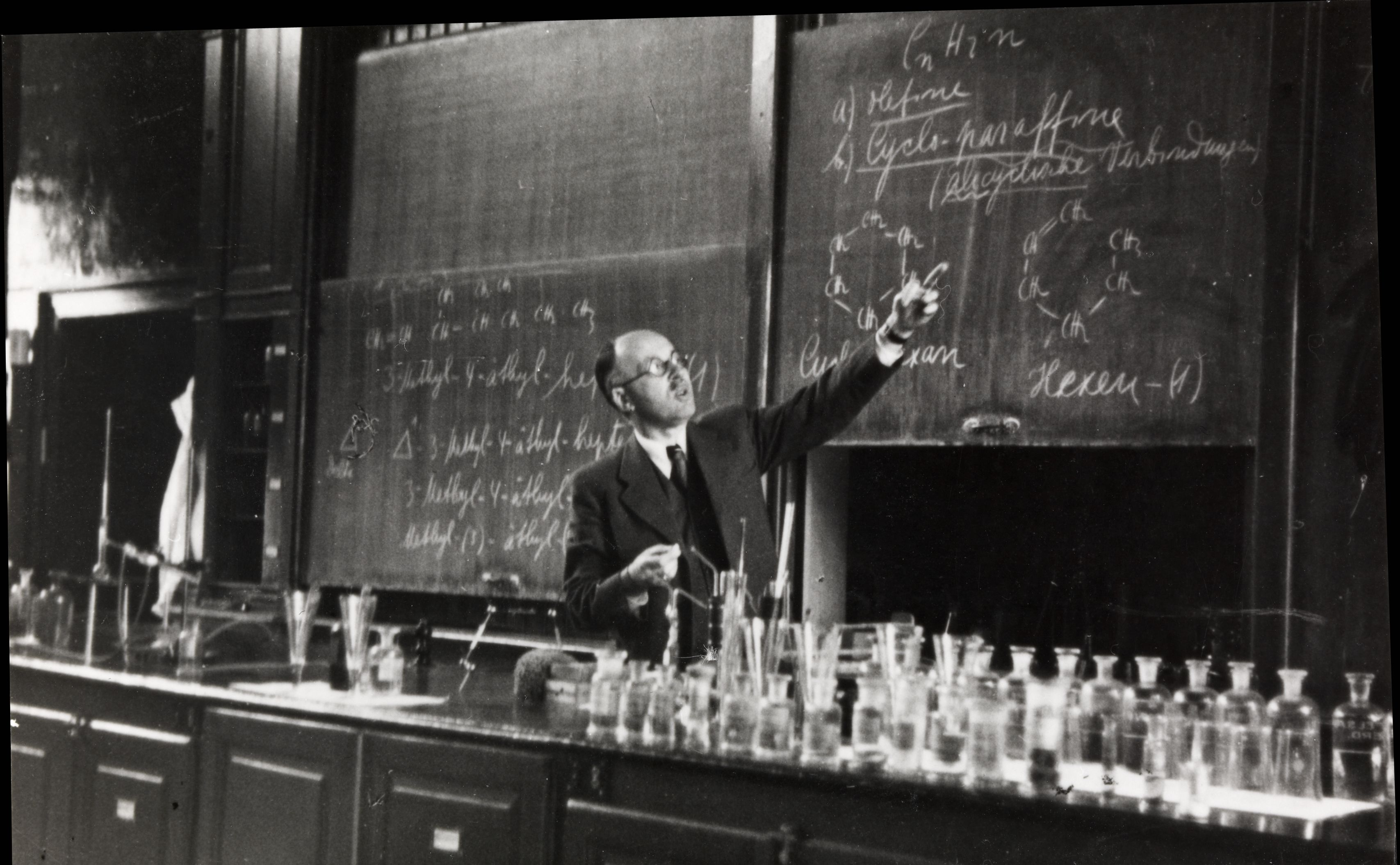
Il professor Ruzicka durante una lezione all'ETH

Nel 1916 Tadeusz fu rilasciato dall’esercito, superò l'esame di maturità presso l'Oberrealschule di Zurigo (liceo scientifico) e iniziò a studiare chimica all'Università Tecnica di Zurigo (ETH). Si rivelò uno studente brillante, diplomandosi con il punteggio massimo nel 1920. Quando lasciò l'ETH con un diploma in ingegneria chimica, voleva dare il suo contributo economico alla famiglia. Ottenne come primo incarico un lavoro di sei settimane per 200 franchi che consisteva nell'analisi del vino di un rivenditore locale: nonostante lo stipendio fosse una miseria, Tadeusz accettò subito. Ben presto scoprì che il reddito del suo capo derivava principalmente dalla certificazione di vini di dubbia qualità e persino dalla vendita di certificati agli importatori per vini non testati.
Successivamente lavorò presso un abile inventore di lampade tascabili, che mostravano ancora diversi difetti. Tadeusz fu ben ripagato per aver trovato una soluzione a questi problemi e finalmente riuscì a portare il primo contributo di 1000 franchi a suo padre. Dopo un anno trascorso nell’industria, nel 1921 Reichstein iniziò a lavorare su una tesi di dottorato, sotto la supervisione di Hermann Staudinger, descritto da lui come:
Contemporaneamente, Tadeusz poté lavorare in segreto, per circa due o tre settimane, nel laboratorio della cantina di Leopold Ruzicka, un assistente mal pagato di Staudinger. Dal 1922 al 1931, seguendo un piano di Staudinger per isolare i costituenti volatili dell’aroma del caffè tostato, Reichstein lavorò in un piccolo laboratorio privato ad Albisrieden (un quartiere zurighese) per una ditta tedesca. Lui e il suo assistente personale, Joseph von Euw, si concentrarono su questo progetto per circa nove anni, lavorando dalle sedici alle diciotto ore al giorno. Grazie ai suoi studi fu scoperto che l’aroma del caffè è composto da sostanze estremamente complesse che includono derivati del furano e del pirrolo e sostanze contenenti zolfo. Tadeusz pubblicò in questo periodo una serie di articoli su queste sostanze e sui nuovi metodi per sintetizzarle; studiò anche le sostanze aromatiche della cicoria.
Nel 1927 sposò Louise van Ufford, una donna olandese che aveva conosciuto da giovane come ospite pagante della madre: da questo matrimonio nacque la sua unica figlia, Ruth.

### Chimico e docente universitario
Nel 1931, divenne assistente del professor Leopold Ruzicka presso l'Istituto di Chimica Organica dell'ETH di Zurigo. Dopo soli due anni Reichstein ottenne il titolo di professore di ruolo. Aveva sempre trovato interessante lavorare con sostanze utili in ambito medico e in quegli anni si dedicò alla sintesi della vitamica C.

#### Vitamina C, 1931-1938

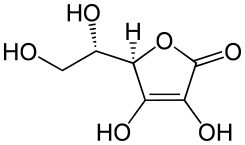
Struttura della vitamina C

Nel 1933 Tadeusz pensò ad un metodo integrativo per la produzione di acido ascorbico. Utilizzò dei batteri (Acetobacter suboxydans) per generare l’enantiomero L del sorbosio, componente fondamentale della vitamina C. Si sapeva che i batteri del sorbosio, considerato la madre dell’aceto, erano degli organismi in grado di trasformare l’L-sorbitolo in L-sorbosio. Tadeusz aveva fatto i primi esperimenti su colture batteriche, ma nessuna aveva prodotto sorbosio. Ispirandosi all'esperimento di C. Bertrant:
Il successo dell'esperimento fu dovuto al piccolo insetto della Drosophila. La procedura venne effettuata più volte e in pochi giorni Tadeusz ottenne 100 grammi di cristalli di sorbosio.
In seguito un suo allievo, R. Oppenauer, gli propose un nuovo metodo di sintesi: utilizzare gli osoni - un particolare gruppo di zuccheri - e trattarli con acido cianidrico. Inizialmente sintetizzarono un enantiomero dell'acido ascorbico, una sostanza chimica con la sua stessa formula bruta ma con diversa conformazione spaziale. Dopo diversi tentativi, riuscirono finalmente a sintetizzare la vitamina C, pubblicando i risultati nel 1933. Così la vitamina C cominciò ad essere prodotta sul mercato.
Motivato dalla competizione sul campo di ricerca, Reichstein lavorò assiduamente in laboratorio per circa sei settimane. Si mostrò una persona molto disponibile e collaborativa: aveva persino inviato colture del batterio al professore W. R. Haworth, un concorrente e futuro premio Nobel a Birmingham. Anche se Reichstein non ottenne mai il compenso materiale che meritava per la sua scoperta, ricevette un sostegno finanziario per il suo laboratorio della durata di dodici anni.
Il sofisticato processo di ossidazione di Reichstein ha resistito così bene al tempo, da essere ancora considerato il metodo migliore in tutto il mondo per la produzione di vitamina C sintetica. Sebbene non gli venne assegnato il premio Nobel per la sintesi della vitamina C, il suo lavoro fece da ponte tra la chimica organica e la medicina moderna.

#### I corticosteroidi

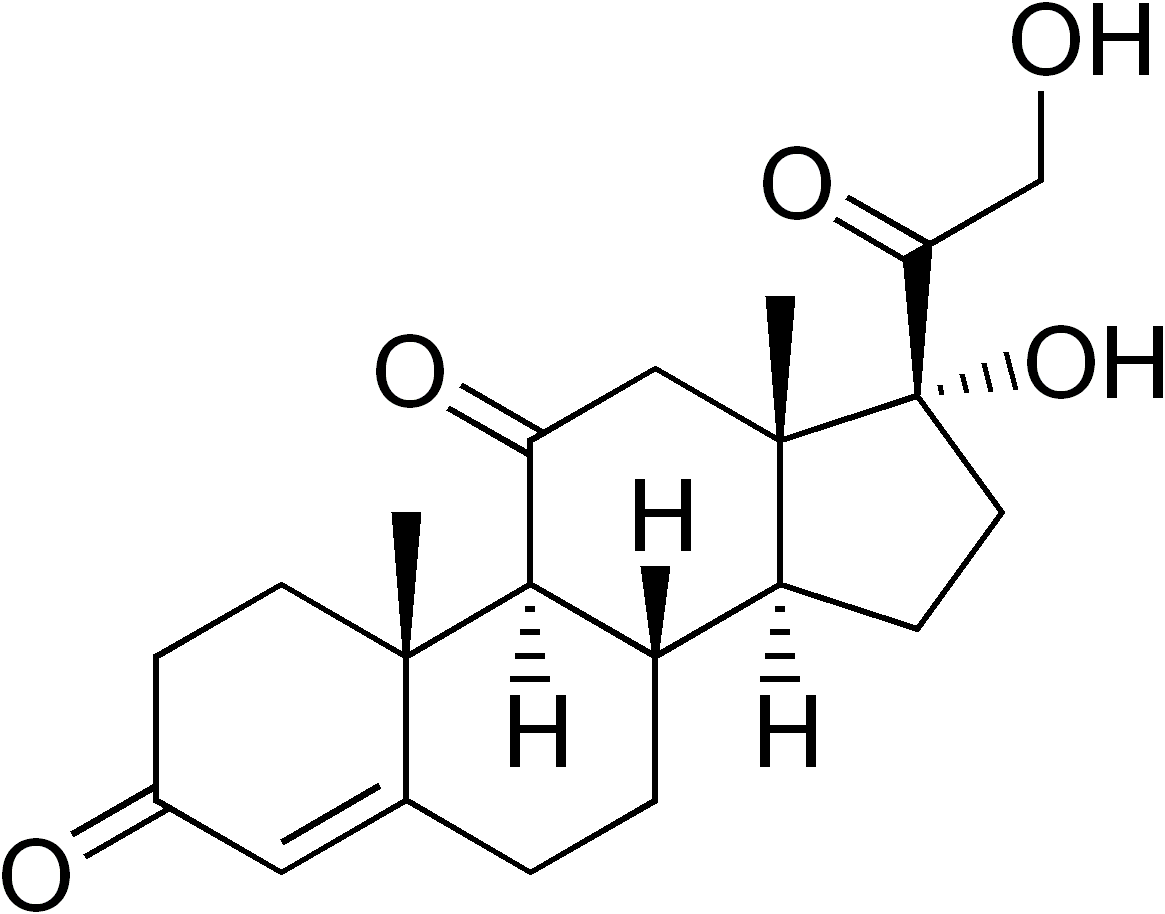
Struttura del cortisone

A causa di complicazioni amministrative, Reichstein dovette abbandonare il laboratorio di Ruzicka nel 1938. Riuscì ad ottenere la cattedra di Chimica farmaceutica presso l’Università di Basilea grazie a Fritz Hauser, capo del dipartimento dell’educazione e ardente antinazista. Nessun’altra università svizzera del tempo avrebbe avuto il coraggio di assegnare la cattedra ad un ebreo di origini polacche. In questi anni Tadeusz iniziò il suo studio sulla corteccia surrenale. In particolare, Reichstein condusse il progetto che portò all’isolamento di 29 sostanze della corticale surrenale, responsabili di diverse attività ormonali, che riuscì a recuperare per la maggior parte in forma cristallina pura.
Questi ormoni, denominati corticosteroidi, sono molto simili a livello strutturale ma funzionalmente differenti: includono il famoso composto E, oggi noto come cortisone. Tra le varie funzioni biologiche si annoverano: 
- il controllo del metabolismo dello glucosio;
- lo sviluppo del sistema nervoso;
- diverse proprietà anti-infiammatorie;
- il controllo e lo sviluppo dei muscoli cardiaci;
- il controllo e lo sviluppo degli ormoni sessuali;
- il controllo e lo sviluppo della risposta immunitaria.[13]

I due scienziati scoprirono che queste sostanze erano degli steroidi e assegnarono ad ogni composto una lettera dell’alfabeto. Kendall notò che il composto isolato come lettera E possedeva un elevato potere anti-infiammatorio.

#### Il Premio Nobel
Nel 1941, Kendall e Hench, un medico che analizzava queste stesse sostanze, decisero di provare il composto E nei pazienti che soffrivano di artrite reumatoide. Nel 1944, Lewis Sarett, un chimico della casa farmaceutica Merck, riuscì a sintetizzare in laboratorio il composto E, a partire da un'altra molecola, l'acido deossicolico, ricavato dalla bile dei bovini macellati. Hench chiese alla casa farmaceutica di sperimentare la nuova sostanza su una ventinovenne affetta da una grave forma di artrite reumatoide. La risposta fu affermativa, e così il 28 settembre 1948 fecero la prima iniezione del farmaco. La risposta del principio attivo fu immediata: dopo soli tre giorni la paziente sembrò essere migliorata e continuò a stare bene ulteriormente nei giorni successivi. Successivamente la sostanza fu sperimentata con successo su pazienti affetti dal morbo di Addison. In pochissimo la notizia si diffuse in tutto il mondo. Molti fraintesero e pensarono che il composto E e la vitamina E fossero la stessa cosa. Per evitare ogni equivoco, Kendall e Hench decisero di chiamare la sostanza cortisone. La scoperta del cortisone fu paragonata a quella della penicillina. Il cortisone fu poi prodotto nei più svariati modi, a partire da patate dolci messicane a ormoni femminili.
Questa scoperta valse a Kendall, Hench e Reichstein il premio Nobel per la Fisiologia e la Medicina del 1950: il cortisone entrò in commercio nel 1952. Nei primi anni, tra gli effetti indesiderati del cortisone, vi furono soprattutto gli edemi e l’ipertensione arteriosa. In una delle primissime iniezioni di cortisone, gli edemi di una giovane collega affetta da sindrome nefrosica, anziché diminuire, come ci si attendeva, aumentarono. Fu presto accertato che l’inserimento di un doppio legame tra gli atomi C1 e C2 dell’anello steroideo potenziava gli effetti glicoattivi (e quelli antireattivi), senza modificare quelli mineraloattivi. Nasceva così il “prednisone”, il primo dei derivati semisintetici del cortisone, che divenne disponibile nel 1955.

#### Aldosterone e concorrenza
Lo studio degli ormoni della corteccia surrenale rappresentò un fenomeno piuttosto interessante: diversi scienziati scoprirono simultaneamente gli stessi fenomeni in laboratori diversi, con la conseguente nascita di un'aspra concorrenza. Nel suo discorso alla cerimonia del Premio Nobel, Reichstein sottolineò la loro reciproca assistenza e ringraziò Kendall e i suoi colleghi, per avergli concesso materiale con cui confrontarsi. Reichstein fu da sempre interessato alla ‘’frazione amorfa’’ di Kendall, anche nota come aldosterone, credendo nell’attività biologica dell’ormone. Tadeusz effettuò studi sull'aldosterone dal 1952 al 1953. I coniugi Sylvia Agnes Sophia Tait e James Francis Tait nel frattempo portarono avanti le indagini e, nelle loro pubblicazioni del 1950-1953, dimostrarono che l’aldosterone, prima noto come "elettrocortina", fosse sia un composto singolo che una secrezione. H. L. Mason, un collega di Kendall e Hench, isolò e identificò l’aldosterone a poche settimane da Reichstein, anche se la pubblicazione avvenne soltanto un anno dopo.

#### Il rapporto con i collaboratori
Reichstein ebbe ottimi rapporti con i suoi colleghi, assistenti e studenti. Rimase sempre una persona molto umile: fu sempre disponibile alla collaborazione con numerosi scienziati e aperto al confronto dei suoi studi sugli steroidi.
Nel giorno del suo 80º compleanno, un numero sorprendente di professori e studenti si presentò nella città di Basilea per celebrarlo. Reichstein fu uno dei pochi illustri scienziati ad apprezzare l'abilità delle donne in laboratorio: collaborò ad esempio con Irene Manton, Mary Gibby, Helga Rasbach, Marguerite Steiger e Sylvia Simpson. Tadeusz era anche uno psicologo intuitivo che sapeva come accontentare, gestire e arruolare personalità diverse in un laboratorio. La sua straordinaria conoscenza e la destrezza manuale suscitava un'ammirazione incondizionata.

#### L'istituto di chimica organica
Nel 1948 Reichstein divenne direttore anche dell'Istituto di Chimica Organica, non abbandonando mai il laboratorio farmaceutico, descritto da lui come:
Nel 1950 ottenne dei fondi dal Consiglio di Basilea per ricostruire alcuni locali crollati dopo un bombardamento. Questo suo grande spirito di iniziativa portò l’Istituto di Chimica Organica di Basilea ad avere una grande reputazione, anche a livello internazionale.

### La passione per la botanica

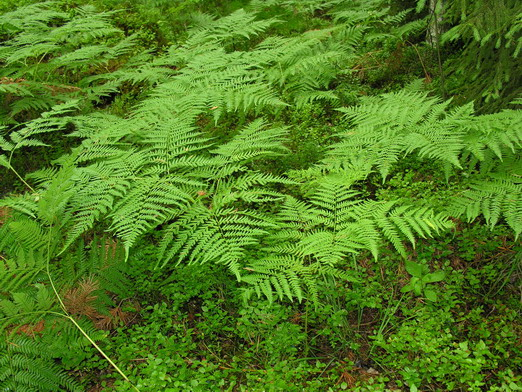
Pteridium aquilinum

Reichstein dedicò parte della sua vita alla costruzione di due piccoli giardini, uno situato vicino alla sua casa nella Weissenstein straße e l'altro vicino al piccolo borgo di Agarone, tra Bellinzona e Locarno. Progettò anche due serre sotterranee appositamente costruite per la coltivazione di felci. Il giardino è oggi noto per un raccolto incredibilmente abbondante di ciliegie nere.
A settantacinque anni, annunciò di abbandonare gli studi di Chimica organica per concentrarsi su un campo speciale della botanica, la citogenetica delle felci. Reichstein si specializzò nell'esecuzione di esperimenti di ibridazione delle piante nelle sue serre.

### Morte

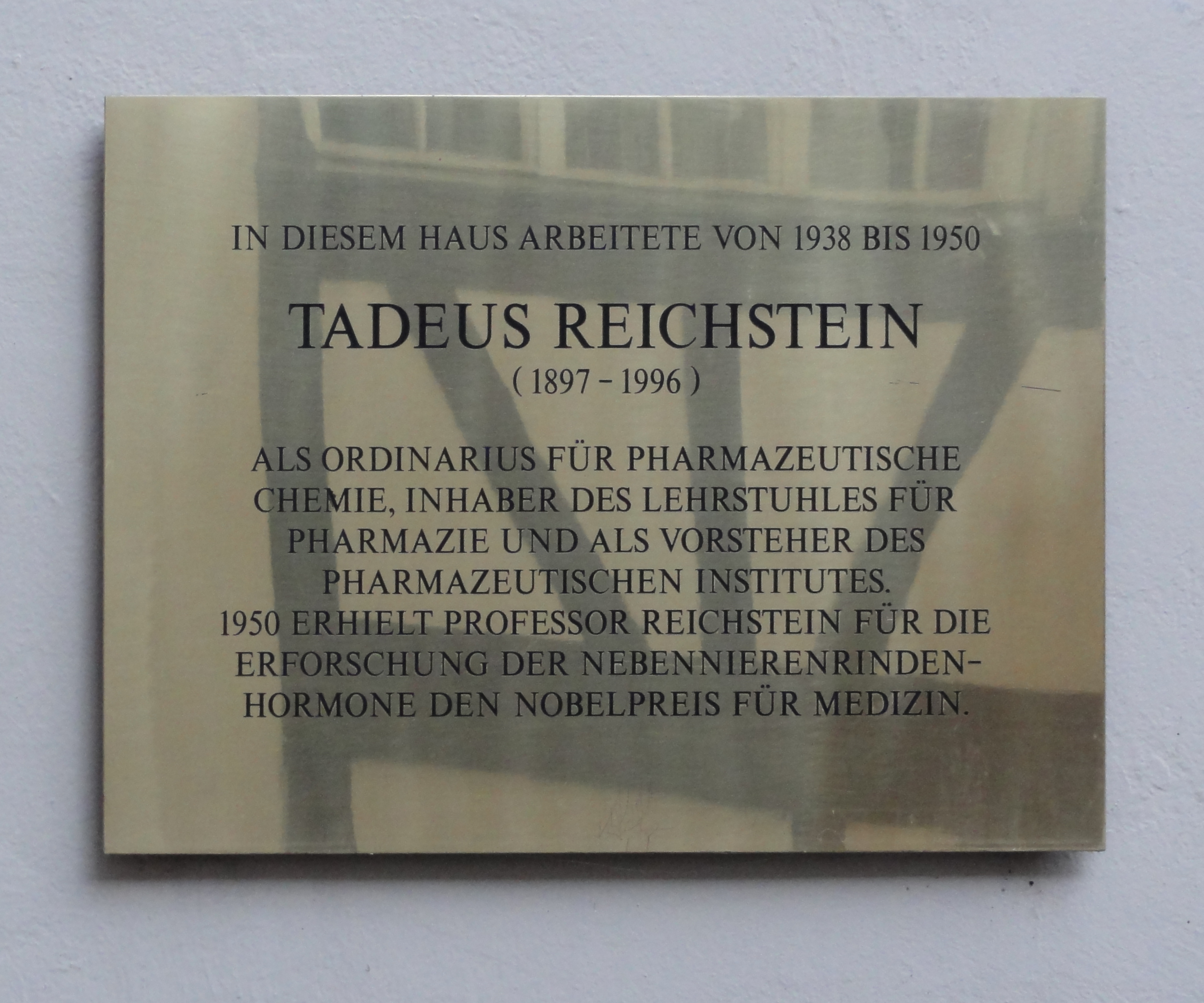
Placca dedicata a Tadeusz Reichstein situata sulla sua ultima casa a Basilea

Tadeusz, oltre la soglia dei novant'anni, venne ricoverato in ospedale per l’inserimento di un pacemaker. La mattina del secondo giorno dopo l’operazione lasciò l'ospedale. Si racconta che un'infermiera, vedendolo per strada, corse da lui imponendogli di tornare subito a letto. Tadeusz esclamò:
All'età di 95 anni Reichstein sottolineò che aveva vissuto troppo a lungo, ma aggiunse di dover vivere ancora tre anni per completare due articoli botanici a cui stava lavorando. Spesso maneggiava il suo erbario, la sua libreria, la sua collezione di stampe e di quaderni, insieme ai manoscritti non conclusi, sperando di poterli completare e pubblicare. Tadeusz Reichstein morì a Basilea l'1 Agosto 1996, all’età di 99 anni.